# Jezioro Dubie
Jezioro Dubie – jezioro na Pojezierzu Ińskim, położone w woj. zachodniopomorskim, w powiecie łobeskim, w gminie Węgorzyno. Powierzchnia zwierciadła wody wynosi 12,33 ha.
Zbiornik w typologii rybackiej jest jeziorem linowo-szczupakowym.  Administratorem wód Jeziora Dubiego jest Regionalny Zarząd Gospodarki Wodnej w Szczecinie. 
Jezioro znajduje się w zlewni rzeki Brzeźnickiej Węgorzy.
Ok. 0,3 km na południowy zachód od jeziora leży wieś Ginawa.
W 1955 roku zmieniono urzędowo niemiecką nazwę jeziora – Düpten-See, na polską nazwę – Jezioro Dupite. W 2006 roku Komisja Nazw Miejscowości i Obiektów Fizjograficznych w wykazie hydronimów przedstawiła nazwę Jezioro Dubie.